# Web 2.0

A Web 2.0-val kapcsolatos fontosabb fogalmak címkefelhőben. (Angolul)

A Web 2.0-val kapcsolatos fogalmak időrendje és a közöttük lévő kapcsolatok.

A web 2.0 (vagy webkettő) kifejezés olyan internetes szolgáltatások gyűjtőneve, amelyek elsősorban a közösségre épülnek, azaz a felhasználók közösen készítik a tartalmat vagy megosztják egymás információit. Ellentétben a korábbi szolgáltatásokkal, amelyeknél a tartalmat a szolgáltatást nyújtó fél biztosította (például a portáloknál), webkettes szolgáltatásoknál a szerver gazdája csak a keretrendszert biztosítja, a tartalmat maguk a felhasználók töltik fel, hozzák létre, osztják meg vagy véleményezik. A felhasználók jellemzően kommunikálnak egymással, és kapcsolatokat alakítanak ki egymás között. Az interaktivitás és a fogyasztók egymással folytatott kommunikációja miatt napjainkban alig van olyan oldal, amely köré ne szerveződne valamilyen közösség.
Általában a Web 2.0-hoz kötött fogalom a tartalommegosztás (sharing), azaz bármilyen információ elérhetővé tétele vagy ajánlása egymás számára. Ellentétben a hírek, linkek megosztásával, fájlok megosztása (zenék, filmek) jogi kérdéseket vet föl.
A tartalom létrehozását a böngészőn belül, külön programok igénybevétele nélkül végzik, ehhez általában az AJaX technológia segítségével létrehozott, esetleg Java vagy Flash alapú, fejlett felhasználói felület áll rendelkezésre.
Legújabban a webes keretrendszerek programozási felületét (API) is megnyitják, így a felhasználók maguk is írhatnak az adott szolgáltatás adataira épülő programokat, honlapokat (nyitott API).
A tartalmat létrehozó felhasználók számának nagyságrendi növekedése az alkotás, a fogyasztás, a véleménynyilvánítás és a kommunikáció demokratizálásához, valamint a világról szerezhető ismeretek minőségi változásához vezet.
- A címkézés (tagging) lehetővé teszi, hogy fogalmakat több szempontból egyszerre osztályozzunk. A hagyományos, kategóriákon alapuló osztályozási rendszerekben az osztályozni kívánt dolgokat fő kategóriákra osztják, ezeket kategóriákra, és így tovább. Minden dolog egyszerre csak egy kategóriában lehet (ilyen például a könyvtári Egyetemes tizedes osztályozás: egy könyv nem lehet egyszerre a Vallás és a Filozófia kategóriában, mert minden kategóriához más könyvespolcok vannak rendelve). Ez a kategorizálás feltételezi, hogy van egy, a témához nagyon jól értő szakember, aki a legjobb kategóriába teszi az adott dolgot. A címkézés esetén a felhasználó a dologhoz hozzárendel egy vagy több címkét, ez bárkinek, bármilyen (akár egy másik címkének ellentmondó) címke fölrakását lehetővé teszi ugyanarra a dologra. A szakértők hozzáértését felváltja a tömegek bölcsessége.
- Olyan területeken, ahol sok amatőr alkotó van, megváltozik a profik szerepe, igénybe vehetik a sok, egyenként szerényebb képességekkel rendelkező amatőr erőforrásait is. (Például újságírók hagyatkozhatnak amatőr bloggerek véleményére és információira, szakcsillagászok igénybe vehetik amatőrcsillagászok megfigyeléseit. A SETI@Home projekt pedig a számítógép-felhasználók gépidejét veszi igénybe számítások elvégzéséhez, miközben azokat nem használják.)
- Megnő a társadalmi mobilitás. Egy tehetséges ember számára hasonló eszközök és terjesztési csatornák állnak rendelkezésre, mint a profiknak.
- A marketing is újraértékelődik, a kevés fajta, de nagy mennyiségben eladható termék (a slágertermékek) uralmát felváltja a hosszú farok uralma, a nagyon sokféle, egyenként nagyon kis mennyiségben fogyó, rétegszükségletet kielégítő (de ezeken a piacokon jól eladható) termékek piaca.

A web 2.0 kifejezést Tim O'Reillynek, az O'Reilly Media cég alapítójának tulajdonítják, 2004-ből, ám valójában Dale Dougherty és Craig Line említette először a kifejezést egy közös előadásukban. O'Reilly egyébként eredetileg nem generációváltással kapcsolatos értelemben használta a kifejezést, hanem az internetes gazdaság Dotkomlufi utáni újraéledését értette alatta.

## Tipikus webkettes szolgáltatások

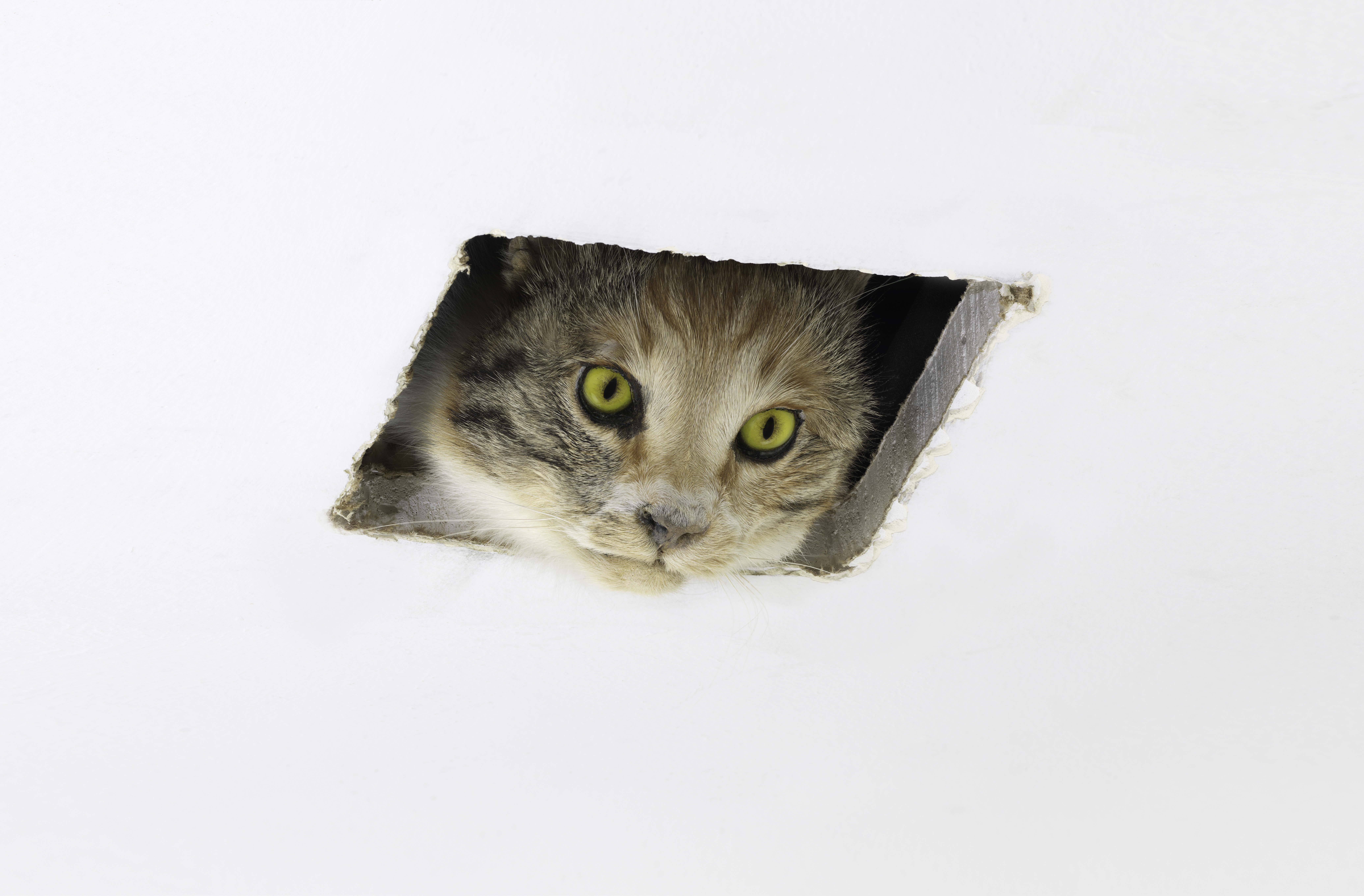
Ceiling Cat, internetes mém

- Közösségi oldalak (Social networking, például: iWiW, Orkut, Facebook,[3] MySpace, LinkedIn,[4] Mindenki.hu, Barátikör.com, MyVIP)
- Képmegosztó oldalak (például: Flickr, Indafotó,[5] Picasa, Photobucket, SmugMug, Zooomr, Open Photo Project, Instagram)
- Videómegosztó portálok (Például: YouTube, Google Videos, IndaVideó)
- Blogok, mikroblogok (például Twitter, Jaiku.com, Plurk)
- Online irodai alkalmazások (Például: Google Calendar, Google Docs & Spreadsheets, Zoho[6] ThinkFree Online)
- Wikipédia és más wikik (szabadon szerkeszthető ismerettárak)
- Fórumok
- Aukciós oldalak (például: eBay, Vatera)
- Online kiskereskedelemmel foglalkozó vagy azt támogató oldalak (PayPal, Abaqoos)
- Linkmegosztó szolgáltatások (például: del.icio.us,[7] Diigo,[8] mylink.hu, Linkzilla,[9] Ma.gnolia.com[10]),[11]
- Más oldalakat értékelő szolgáltatások, például a Digg[12]
- Hírforrások (feedek) (RSS, Atom (feed)) és a hozzá kapcsolódó szolgáltatásokat nyújtó alkalmazások (például a tartalmat szűrő Yahoo Pipes, AideRSS, FeedHub, a hírcsatornákat egyesítő FeedRinse, FeedBlendr)
- Hírek újrakeverését (remixelését) támogató egyéni kezdőlapok (iGoogle, Netvibes, Hírfigyelő[13]) és RSS-olvasók (Google Reader)
- Podcast-ok
- Előre megírt licencszerződések, melyek megkönnyítik a publikációt (Creative Commons, GPL)
- Közösségi zeneajánló oldalak (Pandora.com, Last.fm)
- Az internet-hozzáférés megosztását segítő közösségek (Fon,[14] Meraki[15])
- Online tárhely-szolgáltatók (Box.net, Dropbox)
- Virtuális világok (Second Life) és online játékok
- Egyesített beléptetőrendszerek (OpenID, TypeKey)
- Mashupok és a létrehozásukat támogató szolgáltatások
- Online térképalkalmazások (OpenStreetMap, Google Maps, Yahoo! Maps)
- Nyílt forráskódú szoftverek közös fejlesztését támogató ún. verziókezelő rendszerek (CVS, SVN, Git, Mercurial, Bazaar)
- Pastebin-ek
- Az internet felhasználásával futó tudományos programok (SETI@Home, Galaxyzoo) valamint meteorológiai közösségek (Metnet.hu, www.időkép.hu, Viharvadász.hu)

## Jellemzői
Tim O'Reilly szerint a Web 2.0-s tartalmak, alkalmazások, illetve szolgáltatások jellemzői:
A web mint platform
Cél olyan alkalmazások fejlesztése, melyek webes felület segítségével képesek a normál asztali alkalmazások teljesítményét nyújtani (például ilyen a web szövegszerkesztője, a Google Docs). De ide tartoznak azok a Gadgetek és Widgetek is, melyekkel a felhasználó munkaasztalszerűvé varázsolhatja az általa gyakran látogatott oldalakat, illetve közös felületről kezelheti, menedzselheti hálózati alkalmazásait.
Az adat mint hajtóerő
A felhasználó birtokolja az információt, saját maga szerkesztheti azt, és közzé is teheti. Adatvezérelt rendszerek.
Részvételen alapuló tervezés
Az eseményeket a felhasználó irányítja, az ő aktív közreműködésével jönnek létre az oldalak tartalmai.
Komponensalapú fejlesztés
Az alkalmazások akár több fejlesztő által írt modulból állhatnak össze.
Laza szervezeti struktúra
A tartalom és szolgáltatás közzététele teszi lehetővé (Creative Commons, „Some rights reserved”, Open Source Culture).
A webes szoftverek folyamatosan fejleszthetők, az új tulajdonságokról pedig azonnali visszajelzést kaphatunk a felhasználóktól – ezek a szoftverek a véget nem érő fejlesztési stádium miatt állandó béta verziónak nevezhetők (perpetual beta).